# Teodosio II de Abjasia
Teodosio II de Abjasia  (en georgiano თეოდოს, Theodos) fue un rey de Abjasia de la dinastía de los Anchabadzides que reinó del 806 al 845, según las fuentes citadas por M. F. Brosset, de 810-836/837 según Cyril Toumanoff, o del 826 o 828 al 855 según las hipótesis recientes de Christian Settipani.

## Biografía
El Diván de los reyes de Abjasia no menciona el nombre de su padre, pero le atribuye un reinado de 27 años. La Crónica georgiana por el contrario indica que era hijo de Leon II de Abjasia y que había prestado asistencia a Ashot I de Iberia, el curopalates (del cual era yerno), contra Grigol de Kajetia.
Como su suegro, Teodosio II tuvo que enfrentarse a la expedición en el Cáucaso de Bugha el Turco, enviado por el Califa para hacer entrar en obediencia a los príncipes del Cáucaso, tanto cristianos como musulmanes. Fue derrotado en Cwertzkhob por el general musulmán Zirak y por Bagrat I de Iberia, su cuñado, que había decidido colaborar con los invasores tras la derrota y la muerte de su padre en 830.
El 831, el emperador Teófilo envió un ejército en auxilio de los abjasos. Sin embargo, los griegos fueron repetidamente vencidos. El emir Ishâq ibn-Ismâil de Tiflis (833-853) pudo entonces imponer por la cuenta del Califa un tributo al rey de Abjasia, que fue pagado durante las décadas de 830/840. 
A su muerte Teodosio no dejó ningún heredero directo de su matrimonio con la hija del Curopalatos Ashot I de Iberia y tuvo que ser sucedido por su hermano Demetrio II de Abjasia, que llevaba bastantes años pretendiendo el trono.